# Izsófalva
Izsófalva (korábban: Disznóshorvát) község Borsod-Abaúj-Zemplén vármegyében, a Kazincbarcikai járásban.

## Fekvése
Miskolctól 26 kilométerre északra, az Ormos-patak völgyében található; főutcája a Felsőtelekes, Rudabánya és Múcsony között húzódó 2609-es út. Szintén a település közigazgatási területén ágazik ki a 2609-esből a 26 106-os út is, amely Rudolftelepre vezet.
2007-ig vasúton is megközelíthető volt; a településen a Kazincbarcika–Rudabánya-vasútvonal haladt át, megállóhelyét (Izsófalva megállóhely) közúton a 2609-es út 12+600-as kilométerszelvénye közelében kiágazó, alig 200 méter hosszú 26 306-os út szolgálta ki, azonban a vonalon 2007. március 4-én megszűnt a forgalom.
A környező települések: Ormosbánya (2 kilométerre), Rudolftelep (4 kilométerre), Szuhakálló (4 kilométerre), Múcsony (6 kilométerre); a legközelebbi városok: Rudabánya (6 kilométerre) és Kazincbarcika (10 kilométerre).

## Története
A települést 1283-ban említik először, Hurva néven. Valószínűleg horvát telepesek lakták. A török időkben elnéptelenedett, a 18. században települt be újra. A 19. században bányák nyíltak a közelben, a település egyre nőtt.
1950-ig Disznóshorvát volt a falu neve, ekkor változtatták Izsófalvára a falu híres szülötte, Izsó Miklós szobrászművész tiszteletére.
A korábban a falu részét képező két bányatelep, Ormosbánya és Rudolftelep 1993-ban és 1994-ben önállósodott.

## Közélete

### Polgármesterei
- 1990–1994: Bibliák István (független)[4]
- 1994–1998: Bibliák István (független)[5]
- 1998–2002: Bibliák István (független)[6]
- 2002–2006: Fodor Albert (független)[7]
- 2006–2010: Fodor Albert (független)[8]
- 2010–2014: Fodor Albert (független)[9]
- 2014–2017: Simon Ottó (Fidesz-KDNP)[10]
- 2017–2019: Simon Ottó (független)[11][12]
- 2019–2024: Ötvös Béla (független)[13]
- 2024– : Ötvös Béla (független)[1]

A településen 2017. június 11-én időközi polgármester-választást (és képviselő-testületi választást) tartottak, az előző képviselő-testület önfeloszlatása miatt. A választáson a hivatalban lévő polgármester is elindult, és meg is erősítette pozícióját.

## Népesség
A település népességének változása:
| Lakosok száma | 1794 | 1786 | 1746 | 1699 | 1698 | 1671 | 1669 |
|               | 2013 | 2014 | 2015 | 2021 | 2022 | 2023 | 2024 |

2001-ben a település lakosságának 93%-a magyar, 7%-a cigány nemzetiségűnek vallotta magát.
A 2011-es népszámlálás során a lakosok 90,1%-a magyarnak, 8,6% cigánynak, 0,2% németnek mondta magát (9,9% nem nyilatkozott; a kettős identitások miatt a végösszeg nagyobb lehet 100%-nál). A vallási megoszlás a következő volt: római katolikus 31,9%, református 23,1%, görögkatolikus 4,6%, evangélikus 1,1%, felekezeten kívüli 19,4% (17% nem válaszolt).
2022-ben a lakosság 84,9%-a vallotta magát magyarnak, 11,8% cigánynak, 0,4% németnek, 0,2% románnak, 0,1-0,1% görögnek, ruszinnak, szlováknak és szlovénnek, 0,9% egyéb, nem hazai nemzetiségűnek (15% nem nyilatkozott; a kettős identitások miatt a végösszeg nagyobb lehet 100%-nál). Vallásuk szerint 15,9% volt római katolikus, 12,8% református, 3% görög katolikus, 0,9% egyéb keresztény, 0,3% evangélikus, 0,1% ortodox, 13,2% felekezeten kívüli (53% nem válaszolt).

## Látnivalók
- Izsó Miklós-emlékház
- Horgásztó

## Nevezetes szülöttei
- Terényi Lajos, Békés vármegyei alispán, Orosháza országgyűlési képviselője
- Izsó Miklós, szobrászművész
- Szeremlei Gábor, református lelkész, filozófiai író
- Lenkey Zoltán, grafikusművész gyermekévei egy részét nagyapjánál töltötte a településen
- Egressy Béni és Egressy Gábor édesapjuk, Egresi Galambos Pál (1770-1827) révén kötődött a faluhoz, aki a település református lelkipásztora volt.
- M. Szilágyi Lajos színművész (1944–2018)
- Szkokán Zoltán (Disznóshorvát, 1930. június 6. – Miskolc, 2003) magyar nemzeti labdarúgó-játékvezető
- Fogarassy Mária (Disznóshorvát, 1919. április 30. – Budapest, 1997. január 17.) Jászai Mari-díjas magyar színésznő